# Futaie jardinée
La futaie jardinée est un type de futaie irrégulière caractérisé par un mélange pied par pied d'arbres de toutes dimensions, de feuillus et de résineux. Sa gestion consiste essentiellement à prélever périodiquement l'accroissement de manière à conserver un volume de bois sur pied constant et à conserver une structure d'âge équilibrée.
Bien qu'elle puisse être considérée comme possédant certaines caractéristiques des forêts naturelles, la futaie jardinée est toujours une forêt gérée par l'homme.
On parle parfois de futaie jardinée par bouquet, par groupe ou en mosaïque pour parler de futaie irrégulière de structure d'âge et de dimension équilibrée à l'échelle du peuplement, mais dont les arbres de même âge se rassemblent en groupes de différentes tailles.

## Description
La futaie jardinée est une futaie irrégulière mélangée pied par pied, ce qui signifie que les arbres d'un même peuplement sont de classe de tailles et d'âges différents où le but est 
d'obtenir une structure d'âge qui assure une production régulière et 
continue de biens et de services. On peut ainsi y trouver des petits arbres voire des semis qui côtoient des arbres déjà arrivés à maturité.
Les futaies irrégulières sont en outre caractérisées par une fermeture irrégulière de la canopée, ce qui signifie que les différents peuplements ne forment pas des strates distinctes.
Elles ont un caractère immuable. Bien que passant tous les 10 à 12 ans en coupe, on peine à y voir le passage des forestiers. Seul un œil averti pourra déceler les traces d'une exploitation récente puisque après la coupe subsiste un peuplement avec toujours des arbres de tous âges et de toutes tailles.

## Histoire
Le jardinage a été considéré faussement, à la naissance de la sylviculture moderne, comme un aménagement forestier primitif et inefficace (elle a été reléguée longtemps au rang d'exploitation désordonnée et considérée avec mépris ; en, allemand « Plenterwald » était parfois considéré dérivé de « Plünderwald », forêt de pillage). Le terme de jardinage est le reflet du mépris que lui vouaient certains sylviculteurs du XIXe siècle utilisant également le terme de furetage.
Cependant il est pratiqué avec succès depuis longtemps dans certaines régions, par exemple dans les hêtraies à sapin de la région neuchâteloise et les hêtraies de Thuringe.
Il a aujourd'hui regagné ses lettres de noblesse et est considéré comme un régime efficace dans certaines circonstances[Lesquelles ?].

## Gestion
La futaie jardinée répond à des règles culturales et économiques. Les règles culturales favorisent la végétation et la reproduction des peuplements, les règles économiques sont un compromis entre choix des essences à production et valeur ajoutée en fonction des cours pratiqués et futurs,.
Dans sa Lettre aux propriétaires de futaie jardinée, le forestier Eusèbe Galmiche donne les règles culturales et économiques du jardinage pour améliorer la plantation.
Ultimement le peuplement atteint un état d'équilibre, où le nombre d'arbres est stable, le nombre de tiges récoltées et mortes de manière naturelle étant égal au nombre de nouveaux semis établis.
Le régime de futaie jardinée au sens premier est applicable aux essences tolérantes ou moyennement tolérantes à l'ombrage, c'est-à-dire principalement le hêtre, le sapin pectiné et l'épicéa. Il est particulièrement lié au sapin pectiné. Son application aux futaies d'essence de lumière, comme le chêne, est plus controversée mais pourrait être possible.
Le choix de gestion entre futaie régulière et futaie jardinée dépend de l'étendue, des objectifs de production et de protection de la forêt.
L'atteinte et le maintien de l'état d'équilibre de la futaie jardinée requiert des interventions légères, régulières et fréquentes. Il s'agit donc d'un mode de gestion intensive, qui nécessite un suivi constant et une certaine habileté technique.
Dans la querelle des pro- et anti-futaie jardinée, Alfred Puton reconnait la pérennité du jardinage pour les sapinières et anciennes forêts de montagne.

Norme de Liocourt : exemple avec k=1,4

La clé d'une gestion durable d'une futaie jardinée est de conserver une structure stable de classe de diamètre proche de celle d'une courbe de référence ou norme de référence. Cette courbe de référence représente l'état de la forêt à l'équilibre et elle ressemble grossièrement à une exponentielle décroissante, ce qui signifie que le peuplement doit comporter un grand nombre d'arbres de faible diamètre contre un petit nombre d'arbres de grand diamètre. De plus il faut veiller à maintenir un peuplement suffisamment ouvert pour permettre l'acquisition de la régénération, et enfin de suivre en continu l'installation et le développement effectif de la régénération. Une norme de référence a été théorisée par de Liocourt en 1899 (cf. fig. ci-contre).
Parmi les principaux avantages du jardinage, on peut relever : 
- une régénération essentiellement conduite par voie naturelle qui permet de travailler avec des essences en station et de provenance locale ;
- une gestion « en continu » avec des exploitations régulières permettant de ne récolter que "les intérêts" d'un capital bois qui reste constant en forêt (les premiers forestiers ayant mis en œuvre le principe du jardinage ont inventé le principe de durabilité plus d'un siècle avant qu'il ne devienne courant) ;
- une production de bois stable et constante sur le long terme. Les suivis détaillés des futaies neuchâtelois depuis plus de 120 ans montrent que le principe fonctionne sur le long terme avec des récoltes correspondant au matériel sur pied total moyen sur une révolution de 30 à 40 ans. Cela signifie qu'en une centaine d'années les propriétaires forestiers ont récolté l'équivalent de 3 fois le matériel sur pied total tout en conservant une couverture forestière maximale ;
- une maximisation de la qualité des bois favorisée par les passages réguliers en coupe, passages qui sont systématiquement suivis par des opérations de réglage et de soins à la jeune forêt ;
- une meilleure résistance aux tempêtes et aux nuisibles[13].

Lors du martelage, le sylviculteur travaille en maximisant le principe de multifonctionnalité des forêts. Gérer les forêts selon le principe du jardinage demande la présence d'une bonne desserte forestière et de pouvoir travailler avec des professionnels de la forêt qualifiés. Les bûcherons doivent savoir abattre les arbres en évitant au maximum les dégâts au peuplement restant.

## Répartition géographique
Une futaie jardinée est possible là où se recoupent les aires écologiques du hêtre, du sapin blanc et de l'épicéa. On peut en trouver notamment en Suisse, en France, en Allemagne, en Autriche, en Slovénie...